# Eskil Magnusson
Eskil Magnusson, född cirka 1170-1175 och död omkring 1227, var son till Magnus Minnisköld i dennes första kända äktenskap och således halvbror till Birger jarl. Han gifte sig omkring 1217 med Kristina Nilsdotter Blake, som var dotterdotter till Erik den helige och änka efter den norske jarlen Hakon galen.
Vapen: ett gående lejon (utan strängar) 
Eskil Magnusson framträder i skriftliga dokument redan i slutet av Knut Erikssons regeringstid. Han var lagman i Västergötland senast från 1217. Eskil var enligt Västgötalagens lagmanslängd författare till Västgötalagen. Under 1220-talet första år deltog han i förhandlingar med den norske kungen Håkon Håkonsson gällande Ribbungarnas användande av Värmland som basområde för plundringståg in i Norge.
Eskil Magnusson var troligen medlem av det råd som 1222–1229 styrde Sverige istället för den omyndige kungen Erik Eriksson.
Baneret som kung Erik Knutsson av Sverige fört i slaget vid Gestilren förvarades hos Eskil Magnusson i Skara, som år 1219 överlämnade det som hedersgåva till den gästande isländske lagmannen Snorre Sturlasson.